# Coor Service Management
Coor Service Management Holding AB er en svensk facility management-koncern, der har virksomhed i Sverige, Norge, Finland og Danmark.
Deres serviceydelser omfatter ejendomsservice og ejendomsforvaltning, kantinedrift og reception samt rengøring. Dertil kommer en række andre serviceydelser. I 2024 omsatte de for 12,439 mia. svenske kroner og havde ca. 10.611 ansatte.
Virksomheden blev etableret i 1998 som et spin-off af Skanskas facility management aktiviteter. I 2005 skiftede virksomheden navn til Coor Service Management. Siden 2015 har selskabet været noteret på Nasdaq Stockholm.

## Historie
- 1998: Virksomheden bliver etableret som Skanska Services, en del af Skanska-koncernen.[3]
- 2000: Ericssons interne serviceafdeling bliver opkøbt, hvilket markerer en af de største outsourcing-aftaler i servicebranchen i Norden.[3]
- 2001-2004: Coor udvider sine aktiviteter til Danmark (2001), Finland (2002) og Norge (2004). I 2004 bliver virksomheden opkøbt af kapitalfonden 3i.[4]
- 2005: Navnet bliver ændret til Coor Service Management. [4]
- 2007: Den britiske kapitalfond Cinven opkøber Coor fra 3i. [5]
- 2012: Coor opkøber den nordiske virksomhed Addici. [3]
- 2014: Coor underskriver den største IFM kontrakt, der på dette tidspunkt er lavet i Norden. Denne kontrakt indebærer levering og udvikling af en stor portefølje af Facility management til det multinationale energifirma Statoil (Equinor) i Norge.[6]
- 2015: Den 16. juni bliver Coor børsnoteret på Nasdaq Stockholm med en introduktionspris på 30,29 DKK pr. aktie, hvilket værdisætter virksomheden til cirka 2,9 milliarder DKK. [7]
- 2016: Firmaet ændrer logo, og fjerner Service management fra sit navn; Fra 2016 kaldes virksomheden Coor i al ekstern kommunikation.[3]
- 2018: Coor gennemfører flere opkøb:
  - OBOS Eiendomsdrift AS i Norge med en årlig omsætning på cirka 50 millioner DKK. [8]
  - Elite Miljø A/S i Danmark med en årlig omsætning på cirka 550 millioner DKK og omkring 2.000 medarbejdere. [9]
  - West Facility Management i Norge med en årlig omsætning på cirka 80 millioner DKK og over 300 medarbejdere.[10]
- 2021: Coor underskriver en 7 års Integrated Facility Management kontrakt med Bygningsstyrrelsen. Kontrakten har en værdi på omkring 2,2 milliarder danske kroner over kontraktperioden.[11]
- 2023: Coor får valideret sit mål om at opnå netto-nul drivhusgasudledning inden 2040 af Science Based Targets initiative (SBTi), som vurderer klimamål i overensstemmelse med klimavidenskaben.[12]
- 2024: Virksomheden indtager førstepladsen på Allbright-stiftelsens grønne liste over kønsligestilling i børsnoterede svenske virksomheder.[13]

## Danmark
Coor Service Management A/S er koncernens danske selskab med hovedkvarter i Herlev og afdelinger over hele landet. I 2023 havde de 2.677 ansatte i Danmark og de omsatte for ca. 2 mia. danske kroner. Virksomheden oplyser, at den dagligt servicerer omkring 30.000 brugere på mere end 300 adresser i Danmark.